# Bresle islamice
Breslele islamice de meșteșugari au fost un element caracteristic al lumii islamice în timpul epocii medievale și au jucat un important rol social și cultural în această societate de-a lungul secolelor. Spre deosebire de breslele europene, care au reprezentat un serviciu public recunoscut și administrat de autorități, breslele islamice au fost “o dezvoltare spontană venită de jos, creată, nu ca răspuns la o nevoie a statului, ci la cerințele sociale ale maselor muncitoare în sine”. Breslele reprezentau o componentă atât de importantă a orașului musulman încât întreaga structură a acestuia era de multe ori organizată în funcție de nevoile acestora.
Construit pe baza ideii de piață, orașul era clădit în jurul a patru puncte centrale. Primul dintre acestea era centrul de schimb, în jurul căruia se aflau perceptorul, monetăria locală, piața de licitații și inspectorul de piețe (muhtasib). Al doilea centru era qaisariya, o clădire unde erau stocate bunurile străine, iar al treilea era piața de textile (suq al ghazl), unde femeile își vindeau mărfurile. Al patrulea centru era universitatea, alături de moschee. În jurul acestor puncte centrale erau distribuite piețele diverselor bresle ale orașului.

## Apariția breslelor islamice
În ceea ce privește originile acestor bresle și modul în care ele au apărut, au fost elaborate mai multe teorii. Una dintre acestea este că breslele islamice medievale s-ar fi dezvoltat din cele bizantine existente în perioada pre-islamică în Siria și Egipt, după cum arată sursele, și care este puțin probabil să fi fost desființate odată cu cucerirea acestor teritorii de către arabi, având în vedere tendinței acestora de a lăsa structurile administrative și economice intacte. 
După secolul al șaptelea, există puține surse care atestă existența acestor bresle până în secolul al zecelea, când apar surse legate de breslele islamice, deja într-o dezvoltare care nu poate fi justificată de origini bizantine.
O altă teorie, mult mai plauzibilă din punctul de vedere al specialiștilor, este aceea că motivul cel mai probabil al evoluției acestor organizații a fost apariția unor mișcări sectare cu o filosofie revoluționară de egalitarism social, bazate pe un sincretism cu elemente pre-islamice, în special din Neoplatonism, Maniheism și Mazdeism. Aceste organizații secrete s-au ridicat împotriva islamului sunit al castei dominante care reprezenta statul, sunismul fiind la vremea respectivă marca distinctivă a aristocrației arabe cuceritoare, de vreme ce masele erau orientate către o formă de islam șiit popular.
Mișcarea karmațiană a avut un rol important în dezvoltarea breslelor islamice și o mare influență în organizarea vieții lor spirituale ulterioare, dar nu se poate afirma cu certitudine că breslele au fost create de aceasta. Cea mai plauzibilă teorie este că mișcarea a conferit un nou avânt acestor organizații deja existente, ceea ce face ca ele să fie practic „o sinteză a unei forme de organizare moștenite sau imitate de la greco-romani și a unui sistem de idei de proveniență siro-persană, rezultatul fiind un amestec deopotrivă islamic, elenistic, interconfesional, filosofic și corporatist”.
După marea invazie mongolă de la mijlocul secolului al XIII-lea, supunerea în fața forței străine invadatoare a facilitat convertirea maselor la islamul sunit. Karmațianismul a fost distrus aproape în totalitate, iar breslele, fiind în pericol de dispariție dar totuși neîncrezătoare în sunismul claselor conducătoare, s-au orientat către sufism, o versiune de islamului supusă suspiciunilor, dar acceptată oficial. 
Astfel, a urmat o perioadă relativ stabilă din care provine  cea mai mare parte a informațiilor pe care le avem asupra vieții acestor organizații. Fiecare breaslă avea un cod de reguli, obiceiuri și ritualuri transmise de obicei pe cale orală, cunoscut sub numele de dustur. Există cazuri în care acest cod a fost înregistrat în scris începând cu secolul al XIV-lea, cartea numindu-se Kitab al-Futuwwa sau Futuvvetname, de unde este posibilă reconstrucția unei linii generale a ierarhiei obișnuite într-o astfel de organizație și a ritualurilor de inițiere.

## Futuwwa
În  perioada în care breslele și-au început uniunea cu frățiile sufite, a apărut și contactul cu o altă formă de organizație islamică, futuwwa. Al-futuwwa reprezintă un grup de tineri ce aderă la un cod etic și religios printr-un ceremonial elaborat. Nu se știe exact dacă acest cuvânt era folosit în perioada islamică timpurie, în rândul Profetului Mahomed și a adepților săi, dar se poate afirma că rădăcina de la care provine – fatā, însemnând “un tânăr de sex masculin”, era folosită încă de pe vremea preislamică a beduinilor Peninsulei Arabe pentru a desemna războinicul arab ideal . Acest cuvânt apare mai apoi în Coran, devenind astfel parte a vocabularului întregii lumi islamice.
Cel mai probabil o mișcare de origine persană, care a pornit cu scopul de a conserva valorile umane și de a spori puterea intelectuală a maselor , futuwwa s-a răspândit apoi în întreaga lume islamică. Adepții mișcării se revendicau de la profetul Abraham și de la Ali, care era considerat modelul de perfecțiune masculină. Tinerii care aderau la acest tip de grup aveau ca obligații asumarea unor virtuți și chiar prestarea de servicii militare în slujba cauzei islamului. Ei puteau avea mai multe ocupații precum sportul, comerțul sau cavaleria și se organizau sub formă de frății, pentru care ospitalitatea, masa în comun și socializarea erau aspecte importante.
O caracteristică principală a acestor grupări era militantismul pentru bunăstarea populației iar, din acest motiv, frățiile s-au aflat într-o permanentă opoziție cu puterile guvernante. De aceea, în secolul al XII-lea, califul abasid Al-Nasir a devenit membru al acestei organizații în încercarea de a o aduce sub conducerea statului și de a-și extinde influența dincolo de frontierele califatului . 
Din cauza asocierii califului cu misticul Abu Hafs Umar Al-Suhrawardi, principalului său sfătuitor, mișcarea futuwwa a căpătat pronunțate influențe mistice, care s-au reflectat cel mai bine în ritualurile de inițiere. În această perioadă a apărut practica investiturii cu libas al-futuwwa (pantalonii, centura și eșarfa) și a consumării unei băuturi care conținea apă și sare, numită shurb al-murada’a . Însă acest rang superior al grupării nu a rezistat mult timp, invazia mongolă din 1258 punându-i capăt odată cu califatul abasid. 
În schimb, în Anatolia, în perioada imediat următoare cuceririi mongole, au apărut din ce în ce mai strânse relații între grupurile de futuwwa și dervișii sufiți și, implicit, cu breslele de meșteșugari. Procesul se răspândește în întreaga lume islamică, astfel că, în curând, termenii de futuwwa și breaslă devin sinonime. Această fuziune pornește în secolul al treisprezecelea în Anatolia și implică un al treilea tip de organizație de profil asemănător: Akhiyat  al-Fityan (Frăția Tinerilor).

## Akhiyat al-Fityan
Această organizație, a apărut în Asia Mică imediat după înfrângerea Selgiukizilor de Rum de către mongoli, când starea generală a administrației era una de dezordine și anarhie. O foarte importantă descriere a scopurilor și obiceiurilor ei provine de la călătorul de origine africană Ibn Battuta, care a avut ocazia de a vizita mai mult de doisprezece lăcașuri ale organizației în Anatolia, de-a lungul călătoriilor sale din secolul al XIV-lea.
Lăcașurile lor, numite zawiya, nu reprezentau doar sediul principal al Frăției, ci și un centru religios și cultural deschis oricui, și chiar un o pensiune pentru călători. Acolo aveau loc întâlnirile de seară, mesele în comun și adunarea bunurilor rezultate din munca zilnică. Din banii strânși, erau asigurate mesele și găzduirea oaspeților și întreținerea lăcașului. În fruntea acestuia, se afla un conudcător ales de către grup, numit Akhi. 
Deși Ibn Battuta povestește că membrii Frăției erau necăsătoriți, este cel mai probabil ca printre aceștia, celibatul să fie opțional, având în vedere specificul zonei, unde legăturile de familie ocupau un loc extrem de important . În ceea ce privește meseria, se pare că aceste grupuri erau formate din oameni de diferite meserii ce cooperau ca o unitate. Viața în comun era caracterizată de un număr mare de elemente de ordin spiritual, aducând aminte de modul de viață al dervișilor dintr-un lăcaș sufit. Ibn Battuta povestește cum, seara, după masa în comun, membrii Frăției se adunau pentru a cânta imnuri, recita fragmente din Coran, dansa și asculta predici. Unii puteau chiar intra, prin dans sau recitare, în transa extatică ce este o practică esențială a dervișilor sufiți. Cel mai probabil este ca viața ezoterică a grupului să fi fost accentuată de dervișii umblători ce vizitau lăcașurile an de an, găsind aici găzduire și un public primitor.
În Asia Mică, Akhiyat al-Fityan a reprezentat cea mai importantă împlinire a idealogiei futuwwa și a reprezentat o mare putere până la sfârșitul secolului al XIV-lea, când zona a fost integrată în administrația Imperiului Otoman, în timpul domniilor lui Murad I și Baiazid “Fulgerul”. Influența politică a organizației s-a diminuat treptat, iar rămășițele vieții ei socio-economice s-au disipat în două direcții: frățiile sufite și breslele de meșteșugari.
Odată cu pierderea importanței politice a lăcașului, membrii intelectuali ai Frăției, cu o latură spirituală puternic dezvoltată, s-au orientat spre o viață de călugăr sau pustnic și au fost curând integrați în ordinele sufite importante ale vremii – Bektashiyya, Mawlawiyya sau Khalwatiyya. De cealaltă parte, membrii simpli, cei care priveau Frăția ca pe o cooperativă muncitorească, au ales o viață de meșteșugar, formându-și organizații care au păstrat o legătură puternică atât cu tradiția futuwwa, cât și cu dervișii sufiți, care le-au oferit ghidare spirituală. Din Anatolia, această fuziune a breslelor cu futuwwa și frăția akhilor s-a răspândit rapid, ajungând până în secolul al XV-lea în toate teritoriile principale dominate de islam.

## Breslele islamice
Legătura strânsă pe care breslele au păstrat-o cu tradiția futuwwa reiese în mod evident din denumirea generică – ahl al-futuwwa, care le-a fost aplicată membrilor breslelor, într-un mod asemănător cu ahl al-hak (“oamenii dreptului”) sau ahl al-tarik (“oamenii căii”) . De asemenea, ritualul ceremoniei de inițiere avea foarte multe în comun cu cel al frăției akhilor și arată o relație strânsă cu dervișii sufiți. 
O astfel de relație cu dervișii Bektași apare la ceremonia de inițiere a breslei (esnaf) fierarilor din Burdur, în Anatolia, unde noul membru era inițiat în “societatea sheriatului, hakikatului, tarikatului și marifatului”. Acestea sunt “cele patru porți” ale Bektașismului și reprezintă “legea religioasă”,“experiența imediată a esenței realității”,“învățăturile și ritualurile ordinului religios secret” și “cunoașterea mistică a lui Dumnezeu”. 
Alte aspecte externe ale ritualului, cum ar fi postura, mișcările sau gesturile, făceau de asemenea parte din modul de inițiere al dervișilor Bektași. Tot în această breaslă, un rol important în timpul ritualului îl avea un membru numit akhi baba, care avea datoria de a le prezenta noilor maeștri ultimele atenționări, anume – respect, dragoste, compasiune și sinceritate și abținerea de la mâncarea interzisă. 
În alte bresle, asemănarea apărea sub forma perioadei de ucenicie, care trebuia sa dureze 1001 de zile, într-o formă asemănătoare cu cea a ucenicilor ordinului Mawlawiyya. În acest timp, ucenicul este instruit în arta meșteșugului de maestrul său, și în căile spirituale la zawiya. În ritualul de inițiere, un rol foarte important îl joacă anumite obiecte vestimentare precum sirwal – pantalonii de ceremonie, shadd – centura sau pishtimal – șorțul, obiecte care fac aluzie la influența futuwwa asupra breslelor .
Din fapte precum acestea, se poate deduce legătura fundamentală dintre breslele islamice și ordinele de derviși sufiți, precum și influența pe care tradiția futuwwa a avut-o asupra vieții comune a meșteșugarilor. Rolul social și cultural pe care aceste bresle l-au jucat în rândul orășenilor a fost unul deosebit de important, care a lăsat puternice amprente asupra modului de viață în lumea islamică de pretutindeni.